# Bos mutus
El yak (Bos mutus o Bos grunniens) es un mamífero bóvido de tamaño mediano y pelaje lanoso, nativo de las montañas de Asia Central y el Himalaya, vive en las altiplanicies esteparias y fríos desiertos del Nepal, Tíbet, Pamir y Karakórum, entre los 4000 y 6000 metros de altitud, donde se encuentra tanto en estado salvaje como doméstico.
La palabra 'yak' es del idioma tibetano གཡག་ - yag, o gyag, donde solamente el macho es llamado así, la hembra es una dri o nak.

## Descripción
Los ejemplares salvajes (subespecie mutus), hoy escasos, son animales gregarios de pelo invariablemente largo (sobre todo en la zona abdominal, donde puede llegar hasta el suelo), denso y negro (en los animales viejos adopta un tono marrón) que cuelga a ambos lados del cuerpo y también de las extremidades, con una joroba sobre los hombros y cuernos largos de un metro de longitud que surgen a ambos lados de amplio cráneo, casi horizontalmente, para acodarse luego hacia arriba y algo hacia adentro. La cola es peluda a partir de su misma base y lleva en su extremo un gran mechón.
Los machos, que son más grandes que las hembras (estas solo alcanzan la mitad del tamaño de los machos), pueden llegar a los 2 metros de altura en la cruz —la cual aparece tan elevada debido a un alargamiento de la apófisis espinosas, que la cabeza parece empezar desde una posición más baja— y pesar hasta 1000 kilos. Las pezuñas poseen una superficie de apoyo amplia, mientras que las pezuñas secundarias rozan el suelo mientras escalan. Las hembras tienen dos pares de mamas. El cuerpo es alargado, lo cual se debe, en parte a que posee un par más de costillas (en total 14) que los restantes bóvidos.

## Taxonomía

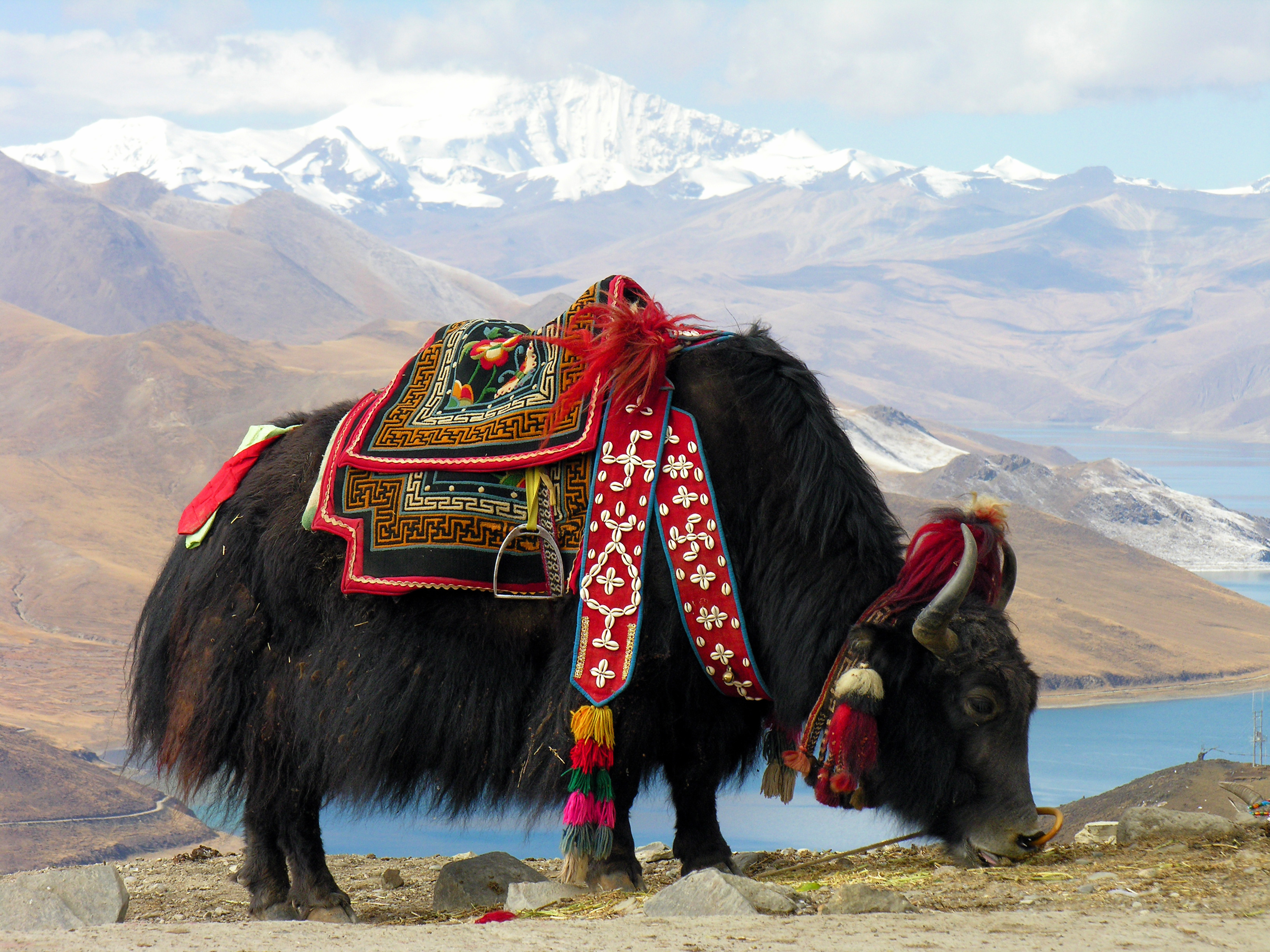
Un yak ensillado en las cercanías del lago Yamdrok.

Linneo clasificó a los yaks domésticos como Bos grunniens (en latín: buey gruñidor) en 1766, posteriormente la variedad silvestre se clasificó como Bos mutus ("buey mudo") cuando se demostró que pertenecían a una misma especie se le debía asignar un único nombre científico. Generalmente en casos como este se aplicaría el principio de prioridad usado en la nomenclatura científica, que establece que debe permanecer como nombre específico el registrado en primer lugar, siendo grunniens el más antiguo.
Pero la Comisión Internacional de Nomenclatura Zoológica determinó en 2003 en la opinión 2027 que los yaks, al igual que otras 17 especies domésticas, debían nombrarse como su variedad salvaje, Bos mutus, para evitar la paradoja de que los linajes anteriores, los silvestres, fueran nombrados como subespecies de sus descendientes. Por lo tanto el nombre específico que prevalece para los yaks es Bos mutus, quedando el término Bos mutus grunniens como nombre trinomial que designa a la subespecie doméstica.
Los yaks pertenecen al género Bos, por lo que están cercanamente emparentados con las vacas domésticas (Bos primigenius taurus). Los análisis de ADN mitocondrial para determinar la historia evolutiva de los yaks han resultado un tanto confusos. El yak podría haber divergido del toro en algún punto entre hace uno y cinco millones de años, y hay algún indicio de que podría estar más cercanamente emparentado a los bisontes que a los demás miembros de su propio género. Se han encontrado fósiles de lo que parece ser parientes próximos del yak, como el Bos baikalensis, en Rusia oriental, sugiriendo una posible ruta por la que ancestros de bisonte americano similares al yak podrían haber entrado en el continente americano.
Relaciones de miembros del género Bos basadas en genomas nucleares según Sinding, et al. 2021.
|  | Bos mutus (yak salvaje)                                                                             |
|  | |
|  | \| \| Bison bison (bisonte americano) \| \| \| \| \| \| Bison bonasus (bisonte europeo) \| \| \| \| |
|  | |
|  | Bison bison (bisonte americano)                                                                     |
|  | |
|  | Bison bonasus (bisonte europeo)                                                                     |
|  | |

|  | Bison bison (bisonte americano) |
|  |                                 |
|  | Bison bonasus (bisonte europeo) |
|  |                                 |

|  | Bos javanicus (banteng) |
|  |                         |
|  | Bos gaurus (gaur)       |
|  |                         |
|  | Bos sauveli (kouprey)   |
|  |                         |

|  | Bos mutus (yak salvaje)                                                                             |
|  | |
|  | \| \| Bison bison (bisonte americano) \| \| \| \| \| \| Bison bonasus (bisonte europeo) \| \| \| \| |
|  | |
|  | Bison bison (bisonte americano)                                                                     |
|  | |
|  | Bison bonasus (bisonte europeo)                                                                     |
|  | |

|  | Bison bison (bisonte americano) |
|  |                                 |
|  | Bison bonasus (bisonte europeo) |
|  |                                 |

|  | Bos javanicus (banteng) |
|  |                         |
|  | Bos gaurus (gaur)       |
|  |                         |
|  | Bos sauveli (kouprey)   |
|  |                         |

|  | Bos mutus (yak salvaje)                                                                             |
|  | |
|  | \| \| Bison bison (bisonte americano) \| \| \| \| \| \| Bison bonasus (bisonte europeo) \| \| \| \| |
|  | |
|  | Bison bison (bisonte americano)                                                                     |
|  | |
|  | Bison bonasus (bisonte europeo)                                                                     |
|  | |

|  | Bison bison (bisonte americano) |
|  |                                 |
|  | Bison bonasus (bisonte europeo) |
|  |                                 |

|  | Bos javanicus (banteng) |
|  |                         |
|  | Bos gaurus (gaur)       |
|  |                         |
|  | Bos sauveli (kouprey)   |
|  |                         |

|  | Bos mutus (yak salvaje)                                                                             |
|  | |
|  | \| \| Bison bison (bisonte americano) \| \| \| \| \| \| Bison bonasus (bisonte europeo) \| \| \| \| |
|  | |
|  | Bison bison (bisonte americano)                                                                     |
|  | |
|  | Bison bonasus (bisonte europeo)                                                                     |
|  | |

|  | Bison bison (bisonte americano) |
|  |                                 |
|  | Bison bonasus (bisonte europeo) |
|  |                                 |

|  | Bos javanicus (banteng) |
|  |                         |
|  | Bos gaurus (gaur)       |
|  |                         |
|  | Bos sauveli (kouprey)   |
|  |                         |

## Comportamiento

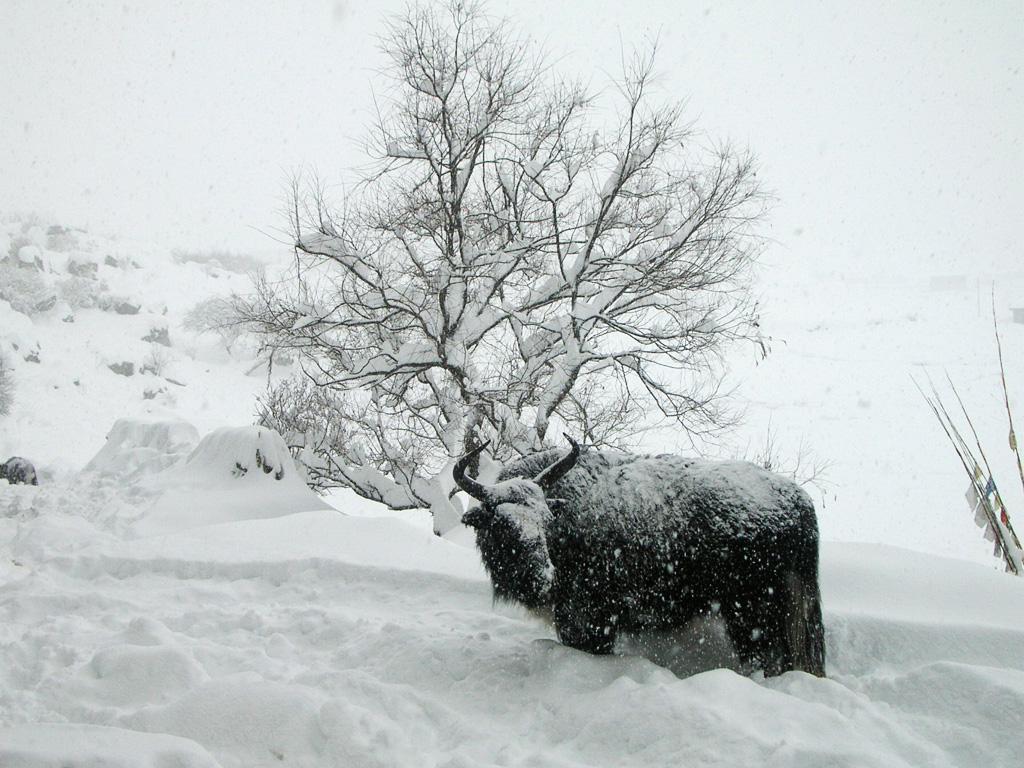
Un yak en pleno invierno.

Son los ungulados que ascienden a mayor altura, pues pueden llegar a los 6000 metros sobre el nivel del mar. Se alimentan de plantas bajas y carecen de depredadores, aunque pueden sufrir el ataque (muy raramente) de los osos, lobos y leopardos de las nieves.
Los rebaños de yaks silvestres se componen de hembras, crías y animales jóvenes. Los machos viven en solitario o formando grupos de hasta 12 individuos. El yak permanece en los lugares que ofrezcan buenos pastos, frecuenta las zonas de hierbas y líquenes; si estos escasean, inmediatamente emigran hacia otro lugar. Su buen sentido del olfato les permite encontrar siempre los lugares más adecuados. Es un animal que distribuye su actividad al amanecer y el crepúsculo, siendo un buen escalador en terrenos rocosos abruptos y cubiertos de nieve. Para encontrarse a gusto necesita agua y le agrada además bañarse. Los yaks se apelotonan unos contra otros durante los temporales de nieve, girando su parte trasera hacia el viento. Los animales excitados yerguen la cola hacia arriba, como si fuese una bandera. Las manadas de lobos atacan a los yaks y capturan ante todo a los ternerillos. Por dicha causa un rebaño atacado coloca, de ser posible, a sus terneros en el centro.
Se perciben los gruñidos del yak durante la época de apareamiento. Los machos luchan entonces entre sí con fuerza, de forma que en no pocas ocasiones se lesionan gravemente. El periodo de celo empieza en septiembre, durando hasta finales de octubre. Las hembras alumbran a un ternero después de una gestación que ha durado unos 270 días. Las hembras de yak salvaje solo paren una vez cada 2 años. Alcanzan la madurez sexual al cumplir de 6 a 8 años de vida.

## Domesticación

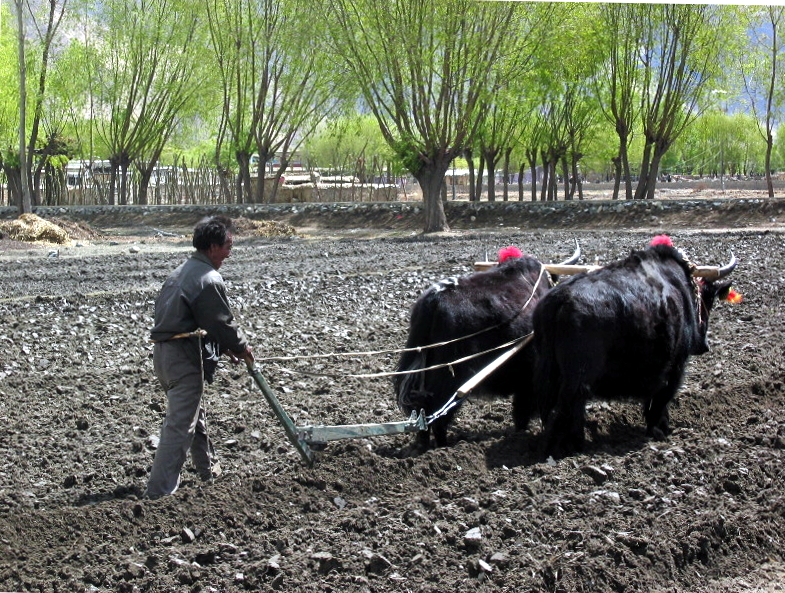
Yaks tirando del arado en el Tíbet.

Los yaks han sido domesticados desde hace 3000 años. El yak doméstico tiene una altura hasta la cruz de 140 centímetros para un peso de 700 kilogramos, pueden cruzarse con las vacas domésticas y generar individuos fértiles produciendo más leche y de mayor contenido graso. De hecho, a esta característica se deben gran parte de las diferencias entre los yaks salvajes y los domésticos. Estos últimos son bastante más pequeños que sus antepasados silvestres, tienen cuernos más cortos e incluso muchos yaks domésticos carecen de ellos y el color del pelo puede ser negro, pardo, castaño, blanquecino e incluso manchado de varios colores. El yak es criado como animal doméstico de las zonas frías en extensas regiones de Asia, abarcando desde Afganistán y Bujará hasta Mongolia y norte de China. En fechas relativamente recientes se importaron yaks en el sur de Groenlandia, siendo el único animal doméstico de su tamaño que ha logrado aclimatarse a la perfección en la isla.

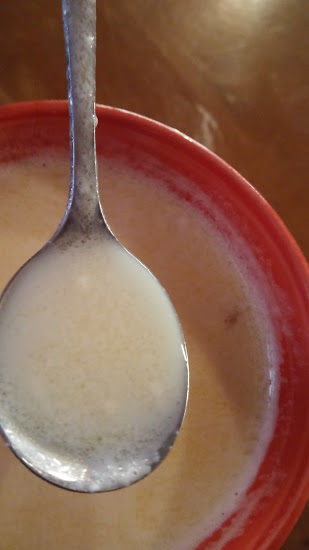
Vaso de leche de yak con miel.

En Asia Central se los emplea para llevar cargas (llega a transportar una carga de 150 kilogramos a lo largo de empinados senderos de montaña), también se le utiliza para montarlo y tirar del arado. También se crían por su carne, apropiada para el consumo humano, produce una leche muy grasa (con la que se hacen quesos y mantequilla de gran calidad) si bien en menor cantidad que otros animales de raza bovina domésticos y pieles (resistentes y calientes). La cola del yak es utilizada como espantamoscas.
El yak se esquila una vez al año, siendo la lana de los animales adultos un tanto áspera y larga, pero permite elaborar perfectamente con ella mantas, cuerdas y otros objetos. Los excrementos secos son utilizados como combustible, muy apreciado en las zonas pobres en maderas debido a la gran altitud, el yak es un animal muy apreciado por ello en el Tíbet, donde las familias adornan a sus animales con cintas tanto para diferenciarlos de los demás como por simples motivos estéticos.

## Estado de conservación
El yak salvaje figura actualmente como Vulnerable en la Lista Roja de la UICN.  Anteriormente se clasificó como en peligro, pero se rebajó en 1996 según la tasa estimada de disminución de la población y el tamaño actual de la población.  La última evaluación en 2008 sugirió una población total de no más de 10.000 individuos maduros.
El yak salvaje está experimentando amenazas aplicadas por varias fuentes. La caza furtiva, incluida la caza furtiva comercial, sigue siendo la amenaza más grave;  los machos se ven particularmente afectados por sus hábitos más solitarios. También es común la perturbación y el mestizaje con rebaños de ganado.  Esto puede incluir la transmisión de enfermedades transmitidas por el ganado, aunque todavía no se ha encontrado evidencia directa de esto.  También ocurren conflictos con los propios pastores, como en los asesinatos preventivos y de represalia por el secuestro de yaks domésticos por manadas salvajes, pero parecen ser relativamente raros.  La protección reciente contra la caza furtiva en particular parece haber estabilizado o incluso aumentado el tamaño de la población en varias áreas, lo que llevó a la reducción de la lista de la UICN en 2008. Tanto en China como en India, la especie está protegida oficialmente;  en China está presente en varias grandes reservas naturales.

## Aspectos sanitarios sobre la salud humana
El yak salvaje es un reservorio de enfermedades zoonóticas de origen tanto bacteriano como viral. Estas enfermedades bacterianas incluyen el ántrax, el botulismo, el tétanos y la tuberculosis.

## Investigación
El gobierno indio estableció un centro dedicado a la investigación sobre la cría de yaks, el Centro Nacional de Investigación sobre Yak, ICAR, en 1989. Está ubicado en Dirang, Arunachal Pradesh, y mantiene una granja de yaks en el área de Nyukmadung a una altitud de 2.750 metros (9.020 pies) sobre el nivel del mar.

## Cría e hibridación de yaks
En Nepal, Tíbet y Mongolia, el ganado vacuno doméstico se cruza con yaks. Esto da lugar al dzo macho infértil མཛོ། así como hembras fértiles conocidas como dzomo o zhom མཛོ་མོ།, que pueden volver a cruzarse con ganado vacuno. La raza Dwarf Lulu, "el único tipo de ganado Bos primigenius taurus en Nepal", ha sido analizada para detectar marcadores de ADN y se ha descubierto que es una mezcla de tipos de ganado taurina y cebú (B. p. taurus y B. p. indicus) con yak. Según el Servicio Internacional de Información Veterinaria, la baja productividad de los cruces de ganado y yak de segunda generación los hace adecuados sólo como animales de carne.
En la literatura china se han registrado cruces entre yaks y ganado doméstico (Bos primigenius taurus) durante al menos 2.000 años. También se han registrado cruces exitosos entre yak y bisonte americano, gaur y banteng, generalmente con resultados similares a los producidos con ganado doméstico.

## Yaks fuera del Himalaya
Se pueden encontrar pequeñas cantidades de rebaños en los Estados Unidos y Canadá, en Nueva Zelanda y en algunas partes de Europa. Los yaks han generado interés fuera del Himalaya para ganadería comercial y también en criadores. El principal interés de los criadores de yaks de América del Norte es la producción de carne magra mediante la hibridación con otro ganado, seguida de la producción de lana.

## Galería

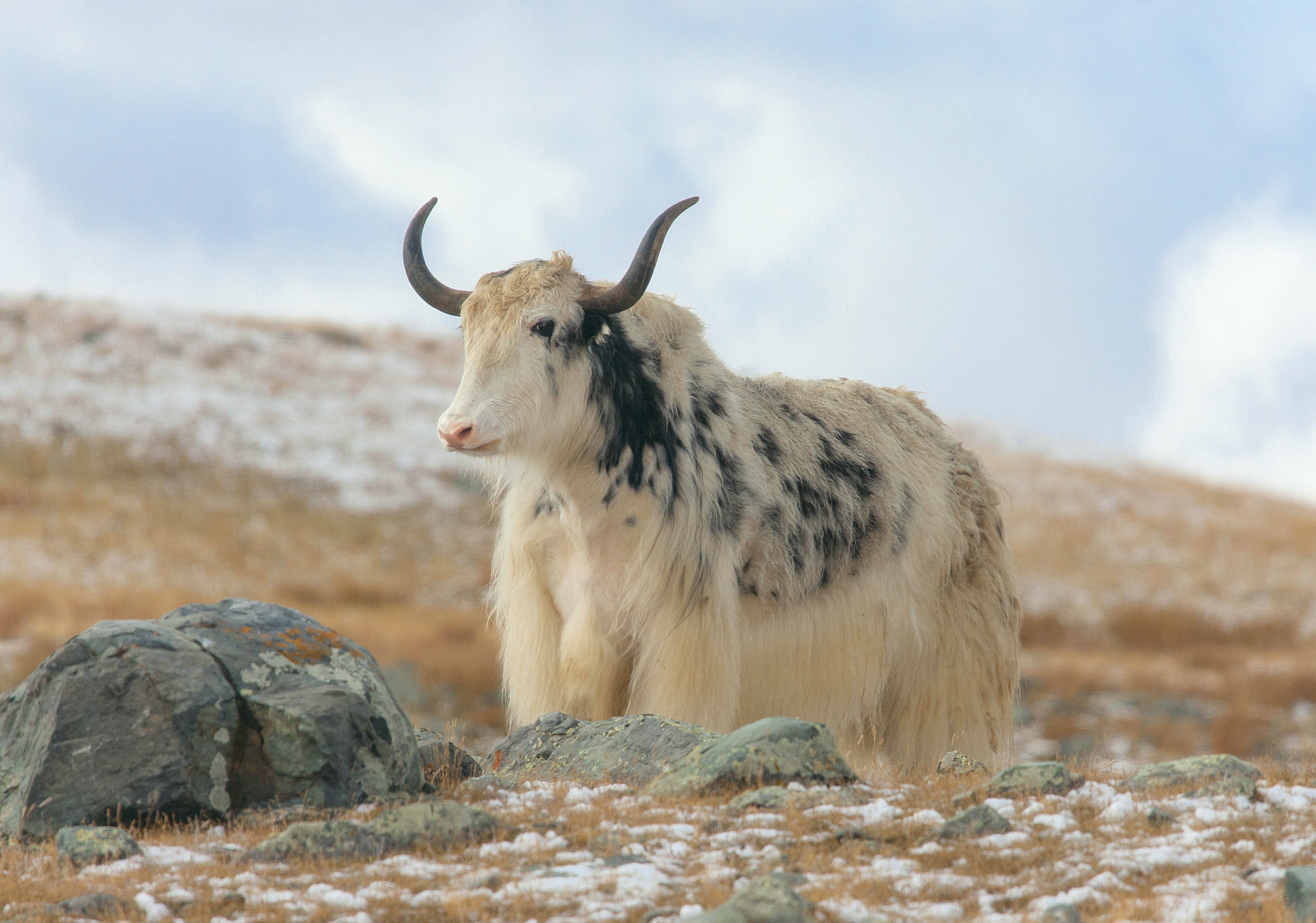
Yak con pelaje moteado en Altái.
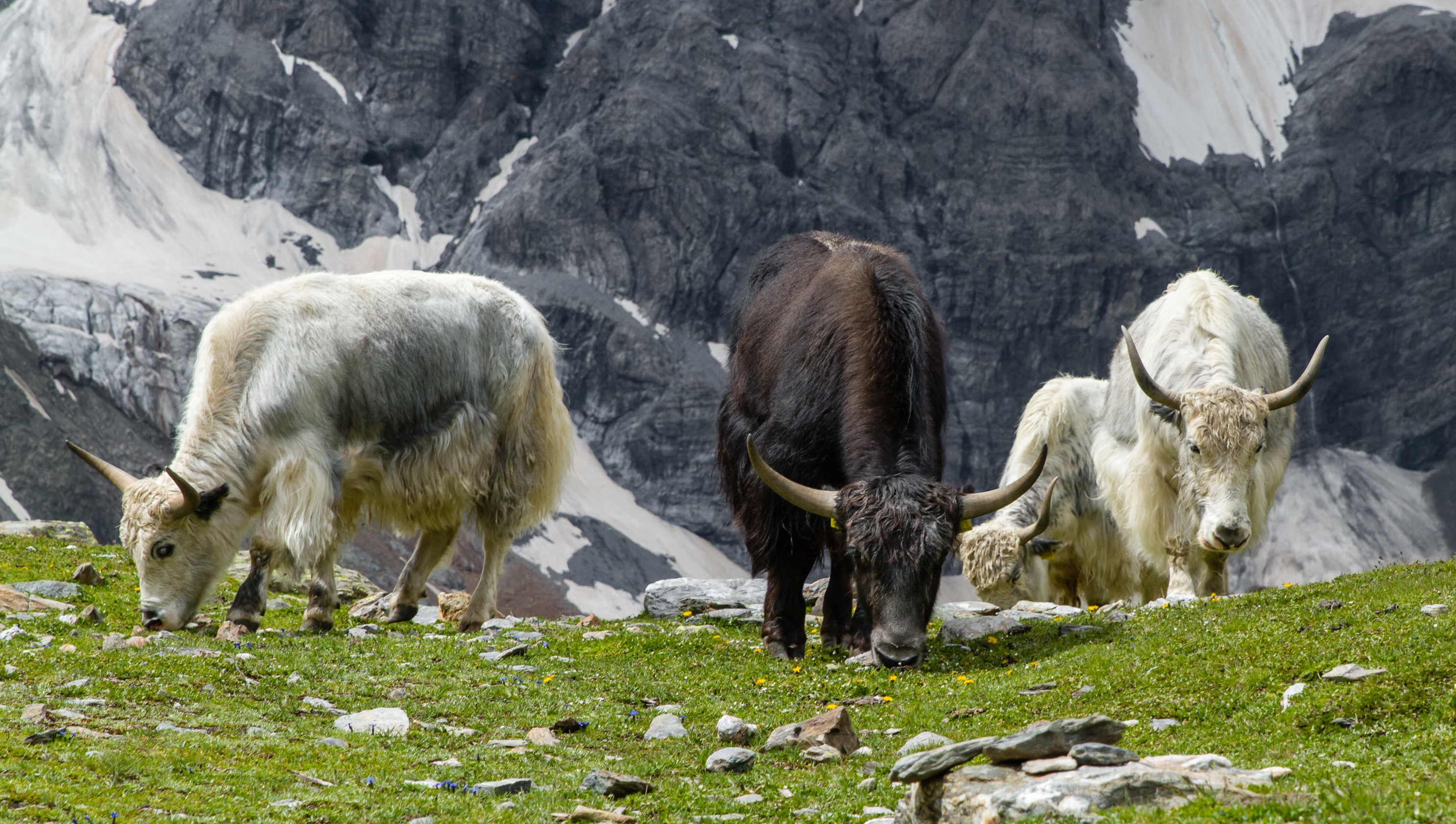
Yaks pastando.
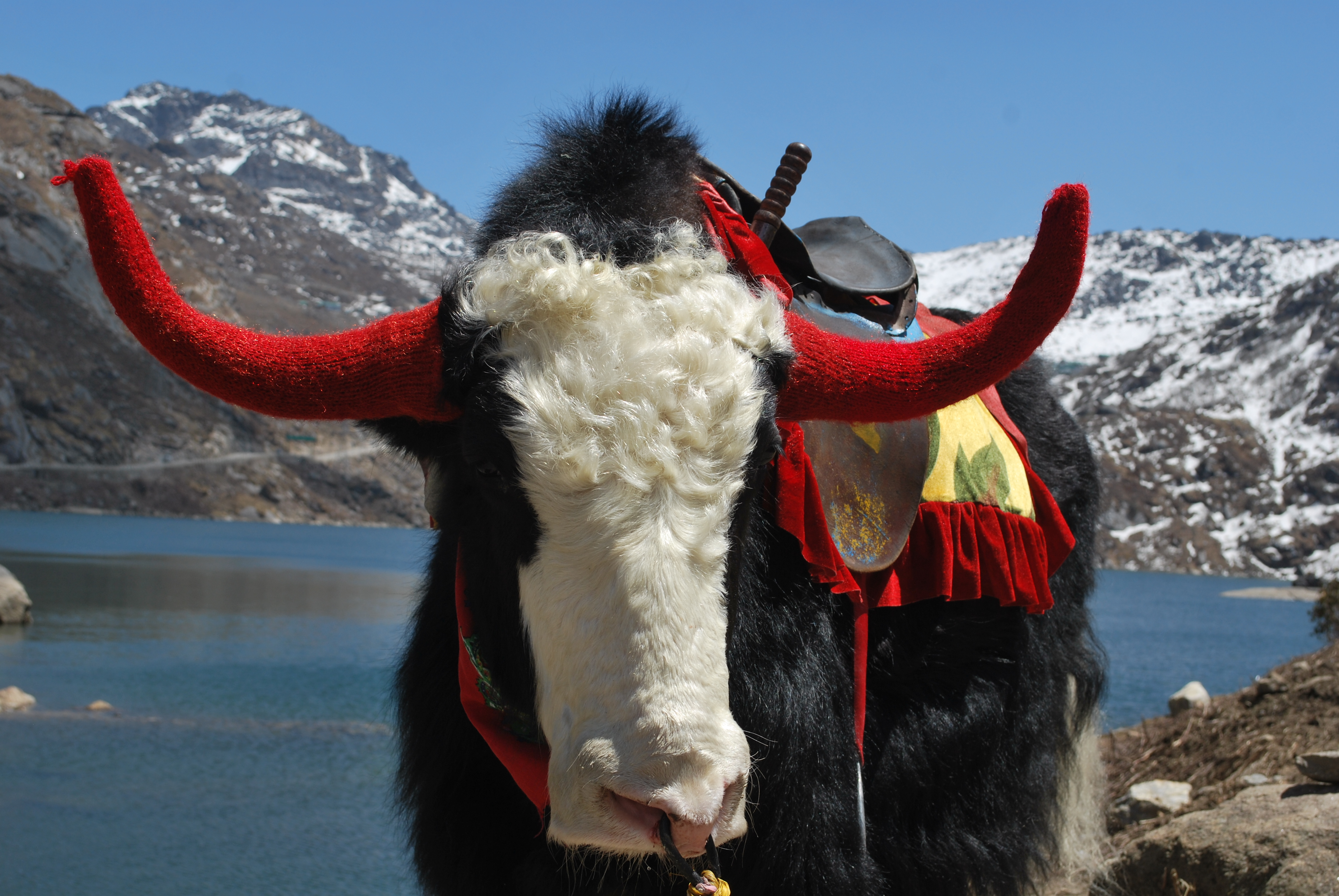
Yak con adornos tradicionales en Sikkim, India.
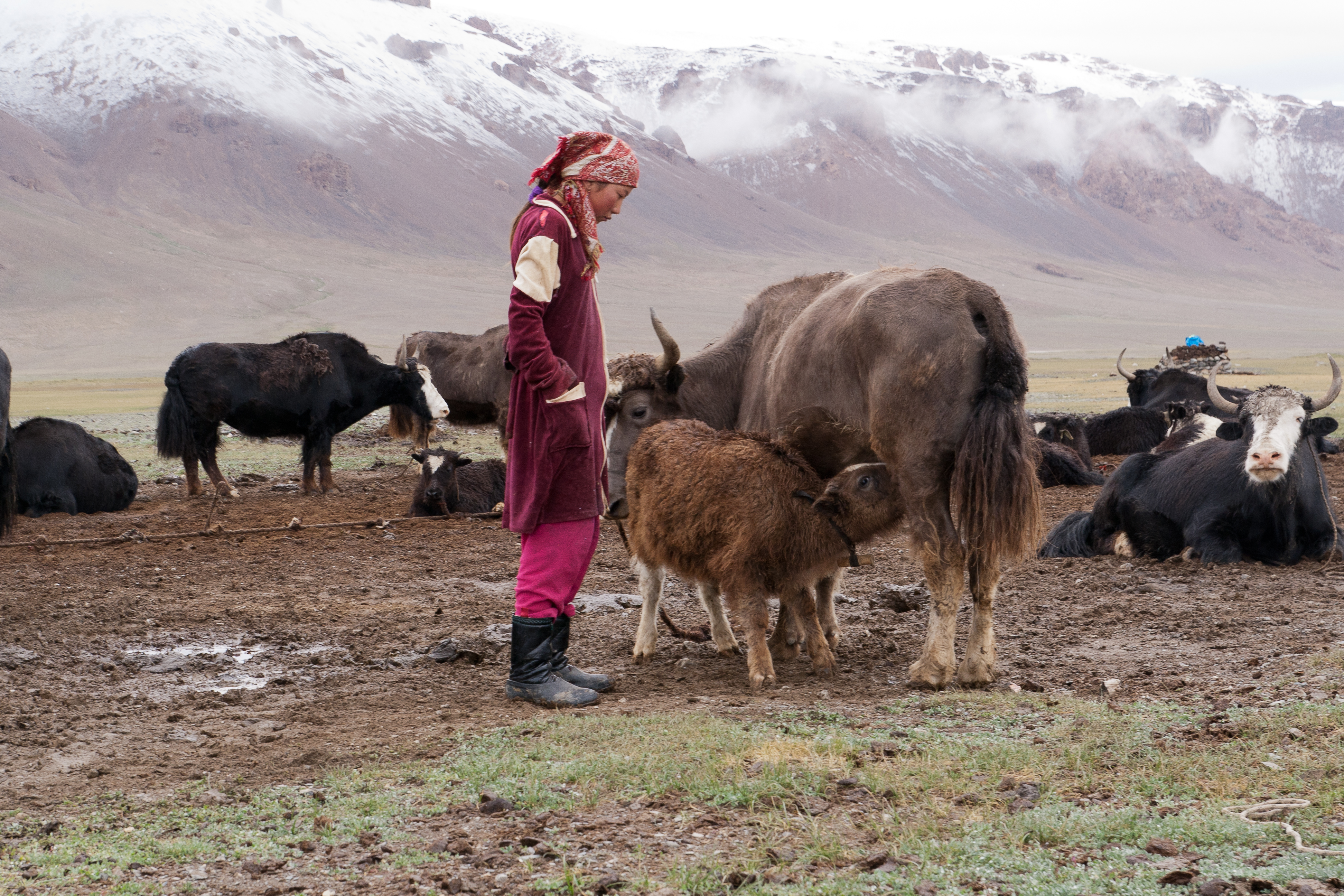
Pastoreo de yaks en Tayikistán.
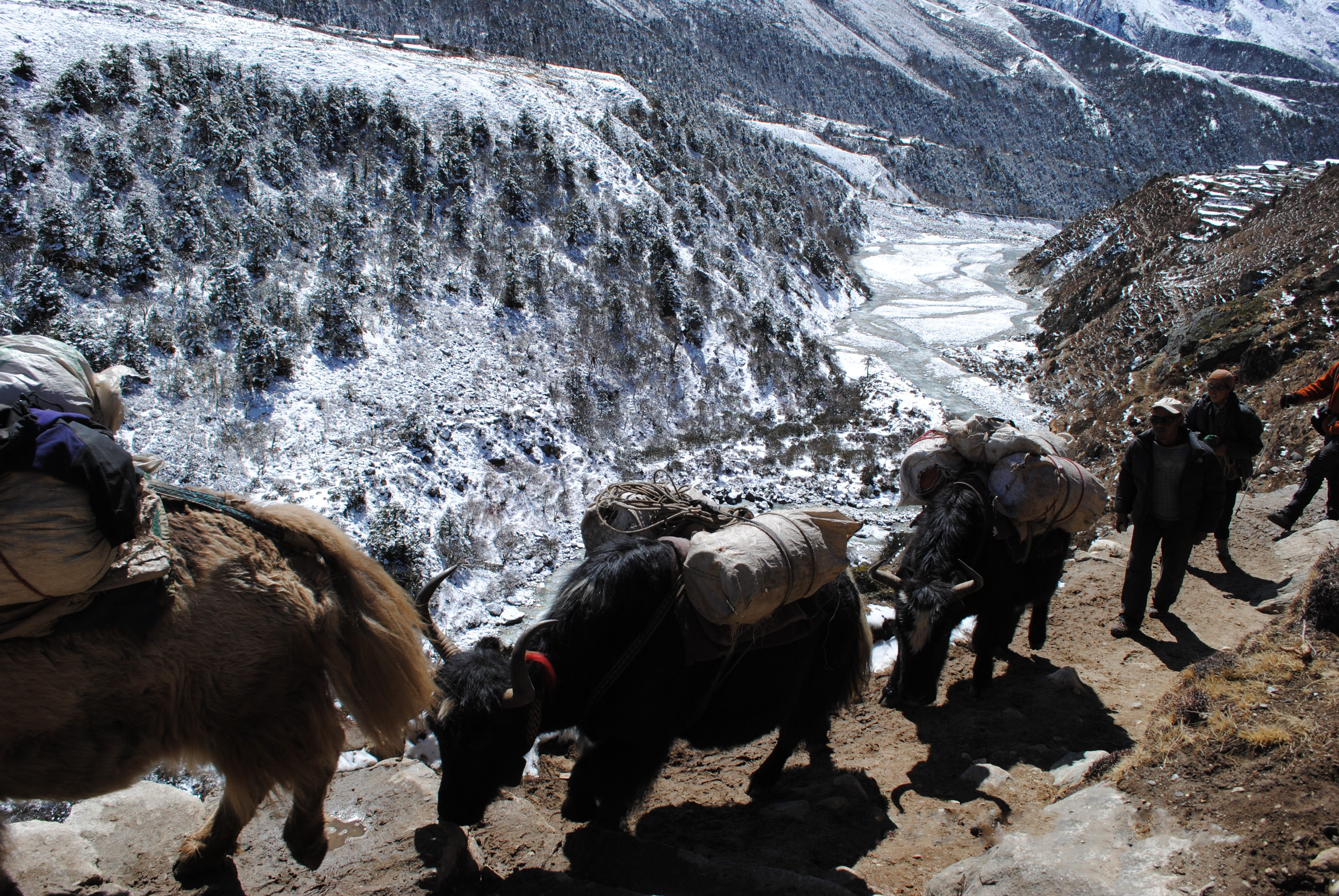
Caravana de yaks en Solukhumbu, Nepal.
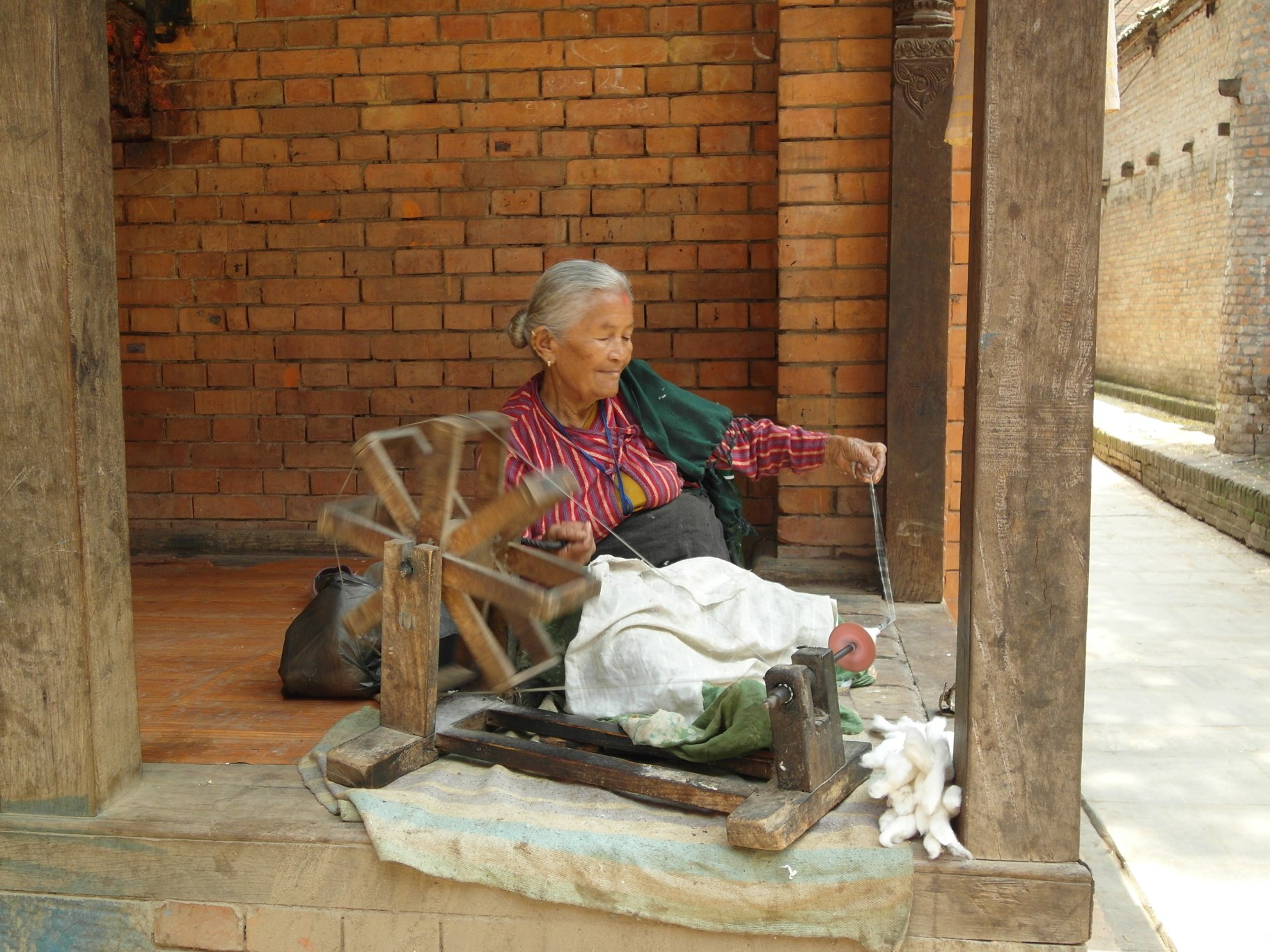
Hilado de lana de yak.
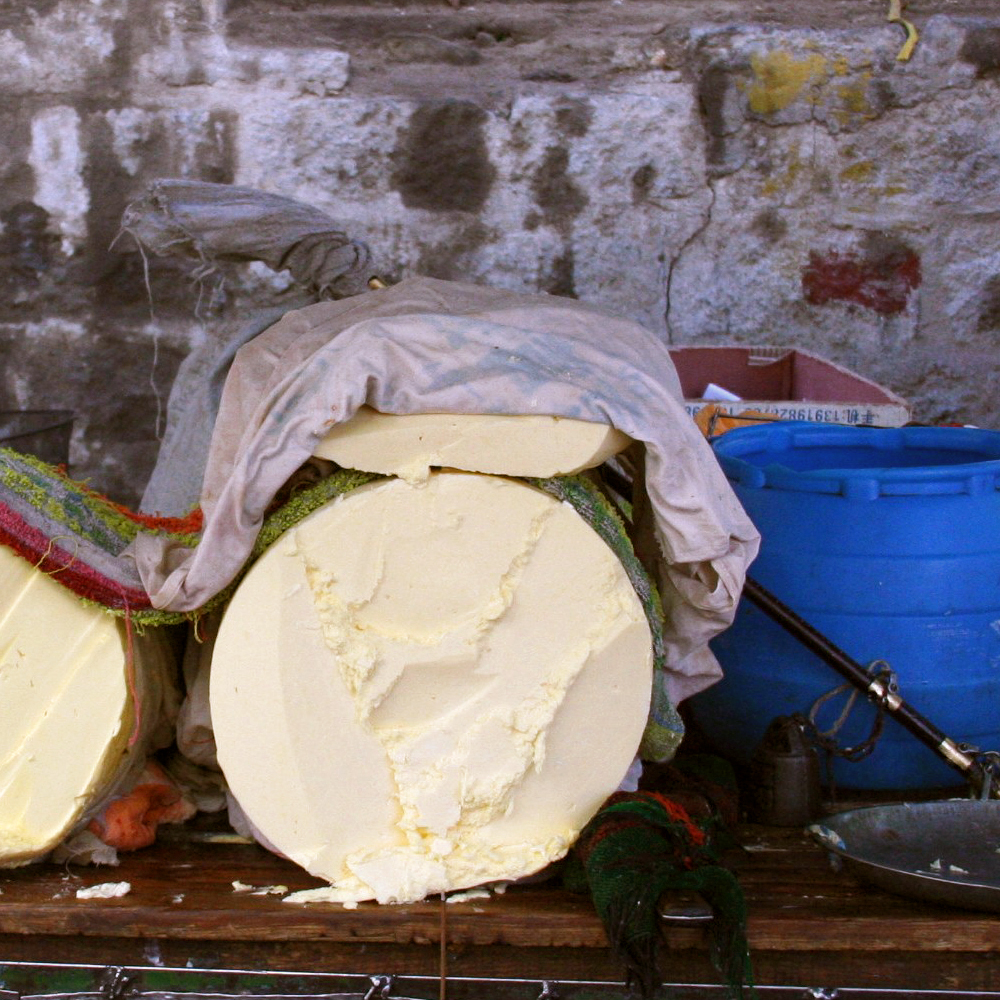
Mantequilla de leche de yak en mercado de Lhasa, Tíbet.
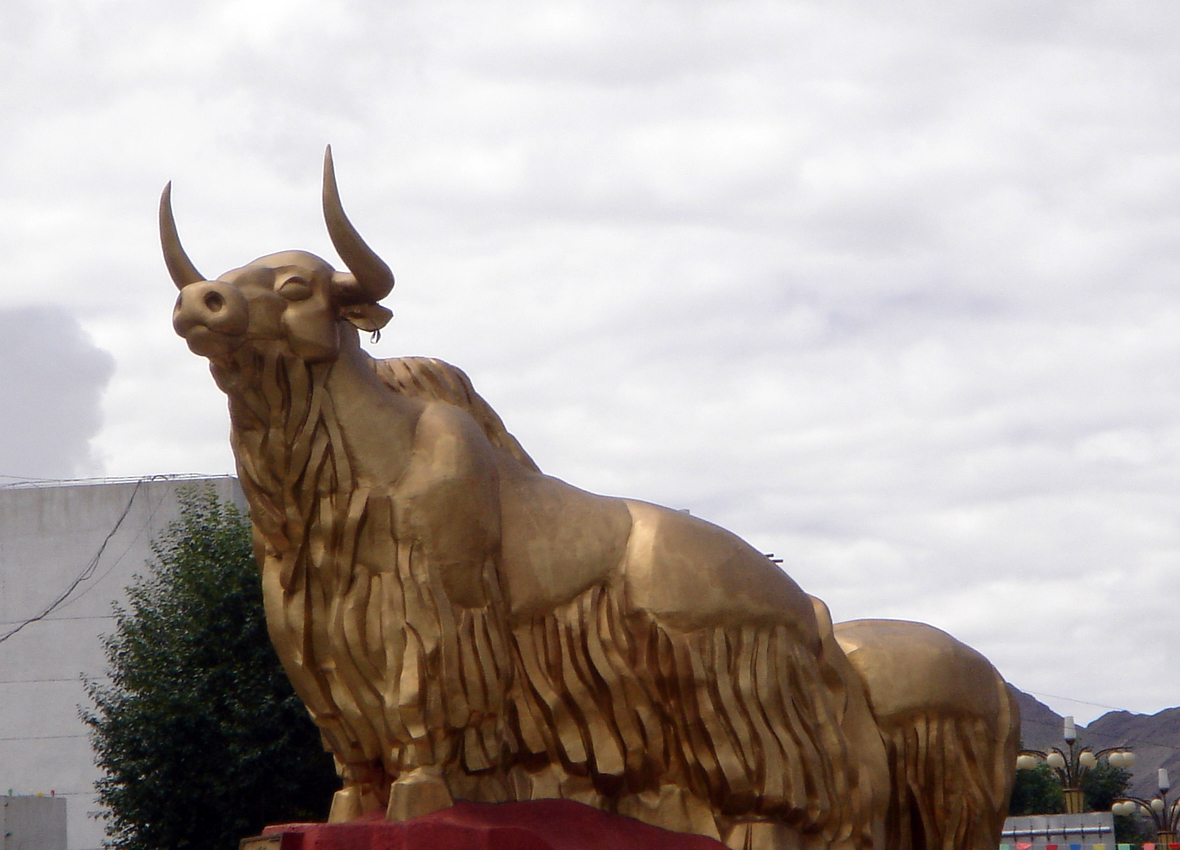
Estatua de yak en Lhasa.